# Helicops polylepis
Helicops polylepis — вид змій родини полозових (Colubridae). Ендемік Бразилії.

## Поширення і екологія
Helicops polylepis мешкають в Бразилії, Колумбії, Еквадорі, Перу і Болівії. Вони живуть в амазонській сельві і варзейських лісах (тропічних лісах у заплавах Амазонки і її притоків), в галерейних лісах і у водно-болотних угіддях. Зустрічаються на висоті до 600 м над рівнем моря. Ведуть переважно нічний спосіб життя, живляться рибою.